# Naharijja
Naharijja (hebr. נהריה; arab. نهاريا) – nadmorskie miasto położone w Dystrykcie Północnym, w Izraelu. Znany kurort wypoczynkowy nad Morzem Śródziemnym. Jest to najdalej na północ wysunięte nadmorskie miasto Izraela.

## Położenie
Naharijja (przy współrzędnych 33°00′13″N 35°05′33″E/33,003611 35,092500) leży na równinie przybrzeżnej Izraela nad Morzem Śródziemnym. W odległości 20 km na południe znajduje się miasto portowe Hajfa, a 4 km na północy przebiega granica z Libanem. W otoczeniu Naharijji znajduje się miejscowość Mazra’a, kibuce Kefar Rosz ha-Nikra, Geszer ha-Ziw, Sa’ar, Kabri i Ewron, moszawy Liman, Ben Ammi, Netiw ha-Szajjara, Regba i Szawe Cijjon.

### Podział administracyjny
Naharijja jest położona w Poddystrykcie Akki, w Dystrykcie Północnym.
| \| I \| II \| III \| IV \| V \| VI \| VII \| VIII \| IX \| X \| XI \| XII \| \| 6.9 63 48 \| 4.3 64 48 \| 1.6 68 52 \| 1 75 57 \| 0.2 79 63 \| 0 84 70 \| 0 88 73 \| 0 88 75 \| 0.1 86 72 \| 1 82 66 \| 3.7 75 57 \| 7.3 66 52 \| \| Temperatury w °F Opad całkowity w calach \| \| \| \| \| \| \| \| \| \| \| \| |           |           |         |           |         |         |         |           |         |           |           |
| I | II        | III       | IV      | V         | VI      | VII     | VIII    | IX        | X       | XI        | XII       |
| 6.9 63 48 | 4.3 64 48 | 1.6 68 52 | 1 75 57 | 0.2 79 63 | 0 84 70 | 0 88 73 | 0 88 75 | 0.1 86 72 | 1 82 66 | 3.7 75 57 | 7.3 66 52 |
| Temperatury w °F Opad całkowity w calach |           |           |         |           |         |         |         |           |         |           |           |

| I                                        | II        | III       | IV      | V         | VI      | VII     | VIII    | IX        | X       | XI        | XII       |
| 6.9 63 48                                | 4.3 64 48 | 1.6 68 52 | 1 75 57 | 0.2 79 63 | 0 84 70 | 0 88 73 | 0 88 75 | 0.1 86 72 | 1 82 66 | 3.7 75 57 | 7.3 66 52 |
| Temperatury w °F Opad całkowity w calach |           |           |         |           |         |         |         |           |         |           |           |

## Środowisko naturalne
Miasto jest położone na wąskiej równinie nadmorskiej, która jest od wschodu ograniczona wzgórzami Zachodniej Galilei, a od północy wysokim klifem gór granicznych Libanu. Granicę północną wyznacza strumień Keziw, a południową strumień Bet ha-Emek. Miasto jest położone na dwóch pasmach niewielkich wzgórz, które przebiegają równolegle do nadmorskich plaż. Zachodnie wzgórza wznoszą się blisko brzegu morza i osiągają maksymalną wysokość 15 m n.p.m. Wschodni pas wzgórz przebiega w odległości około 1,5 km od brzegu morza i obejmuje trzy główne wzgórza, które osiągają wysokość do 35 m n.p.m. Obszar położony między dwoma pasmami wzgórz jest wykorzystywany przez główne systemy komunikacyjne miasta. Miasto dzieli na pół rzeka Nachal Gaton, na północ od którego płynie jeszcze strumień Sza’al. Wszystkie te strumienie spływają z położonych na wschodzie wzgórz i mają ujście do Morza Śródziemnego. W odległości 1 km na zachód od północnej części miasta znajdują się niewielkie wysepki Achziw.
Powierzchnia miasta wynosi 10,233 km². Rozciągłość zabudowań miejskich w kierunku południkowym wynosi ok. 6 km, a w kierunku równoleżnikowym ok. 2 km. Tereny wokół miasta są wykorzystywane pod intensywną działalność rolniczą. Dla potrzeb rolnictwa wybudowano dwa zbiorniki wody, które znajdują się na północny wschód i południowy wschód od Naharijji.

### Klimat
Naharijja ma klimat śródziemnomorski, który charakteryzuje się gorącymi i suchymi latami oraz chłodnymi i deszczowymi zimami. Wiosna rozpoczyna się w marcu, a w drugiej połowie maja rozpoczyna się lato. Średnia temperatura latem wynosi 35 °C, a zimą 16 °C. Największe opady deszczu występują pomiędzy październikiem a kwietniem. Suma rocznych opadów atmosferycznych wynosi 524 mm.

## Demografia
Zgodnie z danymi Izraelskiego Centrum Danych Statystycznych w 2011 roku w mieście żyło 52,6 tys. mieszkańców, z czego 90,5% Żydzi i 9,5% inne narodowości. Wskaźnik wzrostu populacji w 2010 roku wyniósł 1,7%. Średnie miesięczne wynagrodzenie w 2009 roku wynosiło 7177 ILS (średnia krajowa 7070 ILS).
| Wiek (w latach) | Procent populacji w % |
| --------------- | --------------------- |
| 0 – 4           | 8,1                   |
| 5 – 9           | 7,6                   |
| 10 – 14         | 6,6                   |
| 15 – 19         | 6,2                   |
| 20 – 29         | 12,6                  |
| 30 – 44         | 21,4                  |
| 45 – 59         | 17,8                  |
| 60 – 64         | 5,8                   |
| 65 –            | 13,9                  |

Źródło danych: Central Bureau of Statistics.

## Historia

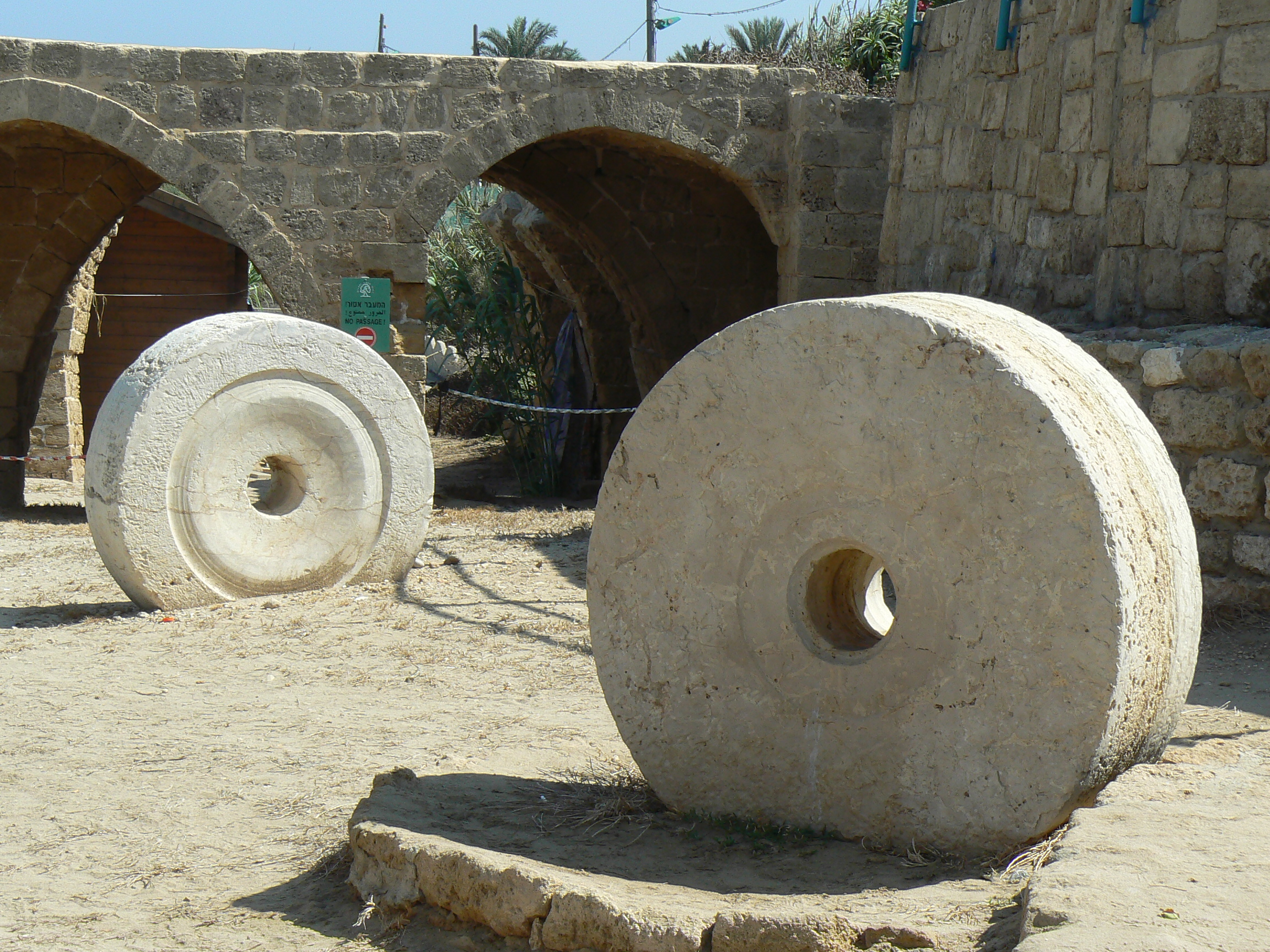
Starożytne kamienie szlifierskie w Achziw

Na północ od współczesnego miasta Naharijja znajdował się fenicki port morski Achziw. Badania archeologiczne odkryły w tym rejonie pozostałości osad ludzkich z epoki brązu (XX wiek p.n.e.), okresu perskiego (X wiek p.n.e.) i hellenistycznego (III wiek p.n.e.). Główne miejsce prowadzonych wykopalisk posiada osiem odkrytych warstw. Między innymi odkryto tutaj ruiny kananejskiej świątyni z XVI wieku p.n.e. poświęconej bogini Astarte. Według Biblii miasto Akzib po podboju Kanaanu przez Izraelitów zostało przyznane pokoleniu Asera. Podczas podboju asyryjskiego w 732 roku p.n.e. miasto zostało zdobyte i spalone przez Asyryjczyków. Odkryty kamienny mur obronny o wysokości 2 metrów z V wieku p.n.e. jest dowodem, że miasto odbudowano. Wokół znaleziono pozostałości budynków oraz liczne przedmioty użytkowe i ceramikę. W okresie panowania helleńskiego, Achziw było miastem granicznym Ptolemeuszy. W wyniku kolejnych wojen przeszło pod kontrolę Seleucydów. O tym nadmorskim mieście wspomina żydowski historyk Józef Flawiusz, jest także wymieniane w żydowskich pismach rabinicznych, na przykład Midrasz Rabba Vajikra 37:4. Talmud babiloński wspomina o nim przedstawiając lokalizację Achziw w odniesieniu do historycznych granic Izraela. Prawdopodobnie podczas wojen żydowskich miasto zostało doszczętnie zniszczone. W 1970 roku odkryto kościół poświęcony św. Łazarzowi. Pochodzi on z okresu bizantyjskiego i prawdopodobnie został zniszczony przez pożar podczas najazdu perskiego w 614 roku. W okresie panowania krzyżowców powstał tutaj zamek obronny Casal Lambertie or Imbert. Pod panowaniem mameluków w miejscu tym pojawiła się arabska wieś Az-Zib.
Historia współczesnej osady Naharijja jest związana z dojściem w 1933 roku nazistów do władzy w Niemczech. Głoszona ideologia rasizmu, a zwłaszcza antysemityzmu, doprowadziła do fali prześladowań i pogromy ludności żydowskiej w Niemczech. Naturalną tego konsekwencją była emigracja niemieckich Żydów. Problem niemieckich Żydów dostrzegł Arthur Ruppin, pełniący w latach 1933–1935 funkcję dyrektora Agencji Żydowskiej. Z jego inicjatywy powstało w 1933 roku Centralne Biuro dla Niemieckich Żydów (hebr.המשרד המרכזי לטיפול ביהדות גרמניה), zwane w skrócie Niemiecką Firmą (hebr. המשרד הגרמני). Ruppin próbował zmotywować żydowską klasę średnią, finansistów i przedsiębiorców do opuszczenia Niemiec i wyjechania do Brytyjskiego Mandatu Palestyny. Część z nich dała się namówić i dołączyła do piątej aliji. Ta fala żydowskich imigrantów charakteryzowała się dużą liczbą przedsiębiorców pracujących na własny rachunek, obok których znajdowali się urzędnicy i sędziowie poszukujący zatrudnienia. Osobną grupę stanowili lekarze i specjaliści wybranych branż zawodowych, którzy w miarę szybko odnajdywali się w nowej rzeczywistości. Dla potrzeb nowo przybyłych utworzono w 1933 roku moszaw Ramot ha-Szawim, a rok później moszaw Kefar Bialik. Dla potrzeb rozwijającego się osadnictwa żydowskiego w 1934 roku nabyto 2400 hektarów ziemi położonej na północ od miasta Akka, w pobliżu ujścia rzeki Mfsoh (później przemianowanej na Gaton). Ziemię kupiono za 34 tys. funtów palestyńskich od arabskiego mieszkańca Bejrutu, Toaini. Pieniądze wyłożyli inżynier Josef Levi, bankier Henry Cohen, agronom dr Selig Eugen Soskin oraz Pauline Ngrobr-Salkind. Celem było założenie nowoczesnej osady rolniczej, której mieszkańcy wybudowaliby nad brzegami rzeki Gaton dzielnice przypominające europejskie miasta. Jej projekt został oparty na utopijnym modelu przygotowanym przez dr Seliga Soskina. Podczas jednej ze swoich wielu podróży po świecie, odkrył on w południowej Hiszpanii małą kolonię rolniczą Monte Algaida. Jej mieszkańcy intensywnie uprawiali niewielkie pola uprawne położone przy wydmach. Uprawiali ziemniaki, melony i inne warzywa, używając podziemnej wody do podlewania i naturalnego nawozu z odchodów swoich zwierząt i kompostu. Każda rodzina produkowała wystarczającą ilość żywności, aby zaspokoić własne potrzeby – bez żadnej nadwyżki do handlu. Wszyscy mieszkańcy byli członkami spółdzielni dostarczającej wszystkich usług społecznych, niezbędną infrastrukturę itp. Kolonia Monte Algaida istniała na zachodnim wybrzeżu Morza Śródziemnego, a dr Soskin zapragnął utworzenia podobnej osady na wschodnim wybrzeżu Morza Śródziemnego – w Ziemi Izraela. Inżynier miejski z Hajfy, dr Schiffrin, zasugerował, aby osada nazywała się Naharijja (pol. Rzeka), od potoku Gaton który przepływał przez jej środek. Naharijja miała być lustrzanym odbiciem Monte Algaida.
W dniu 10 lutego 1935 roku w Naharijji osiedliły się dwie pierwsze żydowskie rodziny: Hanny i Waltera Deutsch oraz Ruty i Jakuba Pauker. Bardzo szybko dołączyli do nich: Willi Adler, Willi David, Hermann Friede, Herbert Haliczer, dr Egon Hönigsberg, dr Walter Isaac, dr Rolf Jacobi, Alfred Rosenblatt, Max Sommerfeld, dr Walter Stiel, dr Hermann Tuchler i dr Edmund Weidenfeld. Osadnicy w momencie zakupu własnej ziemi otrzymywali akcje spółki Naharijja Ltd., przy czym w rzeczywistości płatność była odroczona na czas nieokreślony. Spółka Naharijja Ltd. starała się o utworzenie odpowiedniej infrastruktury: budowę sieci dróg, parcelację terenu na działki, budowę domów mieszkalnych, zabudowań gospodarczych i magazynów, dostawy wody i energii elektrycznej. Następnie wszystkie usługi społeczne zostały przejęte przez utworzoną w tym celu spółdzielnię. Skupiała ona wszystkich mieszkańców i regulowała zakupy, obroty, konsumpcję, a także działania kulturalne, społeczne i komunalne. Pierwszym przewodniczącym był Oskar Peter Mayer z Heidelbergu. W 1937 roku jego następcą został prawnik z Heilbronn, dr Oskar Mayer-Wolf (został później pierwszym burmistrzem Naharijji). Spółdzielnia od samego początku swojego istnienia borykała się z dużymi problemami – zaniżono koszty utrzymania osady, przy jednoczesnym przeszacowaniu zysków, jakie można było osiągnąć z działalności rolniczej. W konsekwencji spółdzielnia notorycznie cierpiała na brak środków i popadała w coraz większe zadłużenie. Pomysł rozwijania upraw rolniczych okazał się nie trafiony, ponieważ produkcja arabska była dużo tańsza. Spowodowało to załamanie finansowe Naharijji, której mieszkańcy zaczęli szukać dodatkowych źródeł dochodu poza rolnictwem. W owym czasie, na wybrzeżu Palestyny bardzo często odpoczywali brytyjscy inżynierowie, oficerowie policji mandatowej oraz wojskowi. Fakt ten spowodował, że w 1936 roku rodzina Levi otworzyła w Naharijji pierwszy pensjonat z pokojami do wynajęcia. Stało się to zapowiedzią nadchodzących zmian i wytyczyło drogę rozwoju miejscowości. Tymczasem jednak problemy finansowe usiłowano rozwiązać sprzedażą gruntów nowym nabywcom.

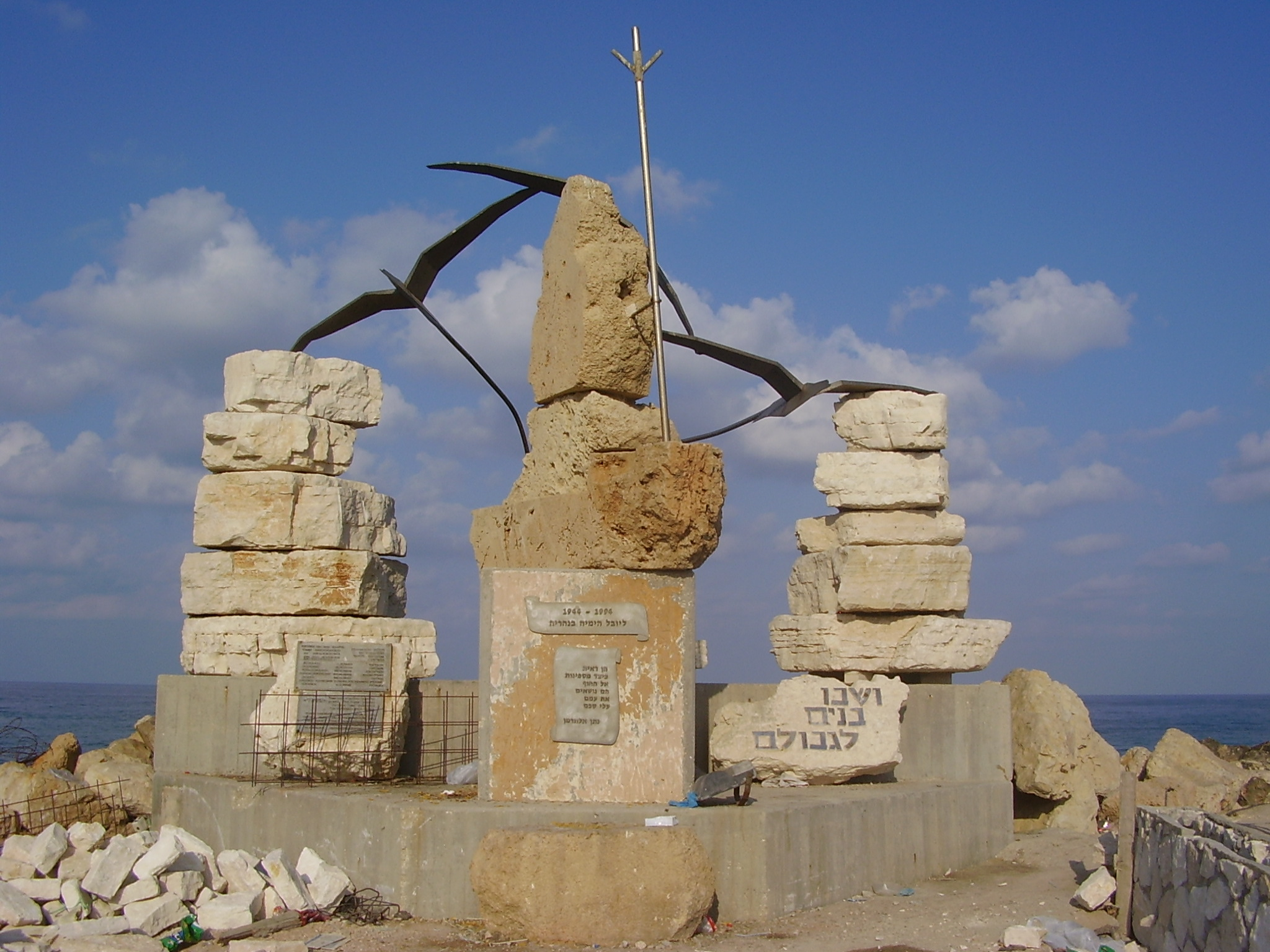
Pomnik nielegalnej imigracji na plaży w Naharijji

Gdy na wiosnę 1936 roku wybuchło arabskie powstanie w Palestynie, kwestia zapewnienia bezpieczeństwa Naharijji stała się palącym problemem. Dzięki wsparciu Agencji Żydowskiej, Zvi Nissanow uzyskał odpowiednie zezwolenia brytyjskich władz mandatowych i utworzył w osadzie jednostkę Policji Żydowskich Osiedli (hebr. משטרת היישובים העבריים, Mishteret HaYishuvim HaIvriyim; ang. Jewish Settlement Police). Składała się ona z sześciu mężczyzn uzbrojonych w strzelby i stare brytyjskie karabiny. Po 1937 roku prawie wszyscy ludzie nadający się do służby wojskowej, zostali przeszkoleni przez członków żydowskiej Hagany w ramach szkoleń Specjalnych Jednostek Nocnych (hebr. פלוגות הלילה המיוחדות, Plugot Ha’Layla Ha’Meyukhadot; ang. Special Night Squads). W 1938 roku agronom Agencji Żydowskiej, Dawid Sztern, przeprowadził ocenę sytuacji gospodarczej Naharijji. Stwierdził on, że koloniści posiadają zbyt małe działki ziemi uprawnej. Ponadto, imigrantom z Europy Środkowej brakowało doświadczenia rolniczego i byli nieprzygotowani do ciężkiej pracy fizycznej na roli. Stern wskazał na wyczerpanie środków finansowych i ostrzegł, że „katastrofa” jest nieunikniona. W takiej sytuacji cały ciężar utrzymania i pomocy kolonistom spadłby na Agencję Żydowską. W tym czasie Agencja Żydowska spodziewała się szybkiego wdrożenia Planu Komisji Peela, który przewidywał podział Palestyny na część arabską i żydowską. Dawid Ben Gurion usiłował utrzymać przy społeczności żydowskiej jak największą część terytorium Palestyny, jednak w Zachodniej Galilei w tamtym czasie Naharijja była jedyną żydowską osadą położoną na północ od Akki. Podjęto więc wysiłek wzmocnienia żydowskiej obecności w Zachodniej Galilei. W kwietniu 1938 roku mieszkańcy Naharijji pomogli w utworzeniu położonego na południu moszawu Szawei Syjon. Następnie utworzono bardziej na północy kibuce Chanita, Maccuwa i Chirbeh Zemach. W 1939 roku Fritz David utworzył pierwszy oddział Hagany w Naharijji, który objął ochroną okoliczne osady rolnicze. Naharijja zaczęła w ten sposób odgrywać coraz ważniejszą rolę. Równolegle przebiegały procesy przekształcające kolonię Naharijja w nadmorski kurort wypoczynkowy. W 1940 roku powstał drugi pensjonat, a zaraz potem pierwsza restauracja. W następnych latach powstały kolejne pensjonaty, hotele i restauracje, a liczba gości wzrosła ze stu w 1938 roku, do dwudziestu tysięcy w 1947 roku. Równocześnie z rozwojem branży turystycznej, w osadzie rozwijał się przemysł spożywczy oraz handel. W maju 1939 roku władze brytyjskie opublikowały drugą białą księgę, drastycznie ograniczającą wielkość żydowskiej imigracji do Palestyny. W praktyce oznaczało to zamknięcie drogi ucieczki europejskim Żydom uciekającym przez nazizmem. Gdy we wrześniu 1939 roku wybuchła II wojna światowa, Hagana rozpoczęła organizowanie nielegalnej imigracji. W planach tych Naharijja odgrywała ważną rolę. Kiedy do wybrzeży Palestyny dopływał statek z nielegalnymi imigrantami, nawiązywał on kontakt radiowy z Haganą. Jeden z nadajników radiowych znajdował się na wieży ciśnień w Naharijji. Przy użyciu kodu Morse’a utrzymywano łączność z Hajfą, przekazując informację o przybyciu statku. W trakcie brytyjskiej blokady w rejonie Naharijji wyładowano dziesięć do dwunastu statków (raporty są sprzeczne). Przed przybyciem brytyjskich żołnierzy zdołano skutecznie ukryć 537 imigrantów, a tylko 131 aresztowano i umieszczono w obozie dla internowanych. W następstwie tych wydarzeń na Naharijję została nałożona godzina policyjna. Okres wojny miał jednak także pozytywne aspekty dla miejscowości. Kilkanaście kilometrów dalej na północ przebiegała granica Francuskiego Mandatu Syrii, który od 1940 roku należał do faszystowskiego rządu Vichy (sojusznik III Rzeszy). Gdy na wiosnę 1941 roku niemiecki korpus ekspedycyjny Afrika Korps generała Erwina Rommela, prowadząc natarcie w Afryce Północnej zagroził Egiptowi i Kanałowi Sueskiemu, Brytyjczycy przystąpili do fortyfikowania granicy z Libanem. Firmy budowlane i rzemieślnicze z Naharijji realizowały zamówienia budowy pułapek czołgowych i bunkrów. Następnie żydowskie kampanie Palmach uczestniczyły w operacji Exporter. Po wojnie, w 1945 roku Brytyjczycy uruchomili linię kolejową łączącą Hajfę z Bejrutem. Wszystkie te działania w korzystny sposób wpływały na rozwój lokalnej gospodarki. W 1941 roku Naharijja otrzymała status samorządu lokalnego.
Najgorsze miesiące dla mieszkańców Naharijji rozpoczęły się po przyjęciu w dniu 29 listopada 1947 roku rezolucji Zgromadzenia Ogólnego ONZ nr 181. Przyjęty plan podziału Palestyny przewidywał, że cała Zachodnia Galilea (z Naharijją i okolicznymi osadami żydowskimi) zostanie włączona do państwa arabskiego. Natychmiast została przerwana wszelka działalność budowlana, większość zakładów przestała płacić pensje, a ich pracownicy z rodzinami zaczęli opuszczać teren. Kryzys ekonomiczny pogłębił się wraz z wybuchem wojny domowej w Mandacie Palestyny. Siły Arabskiej Armii Wyzwoleńczej wspierane przez lokalne arabskie milicje sparaliżowały żydowską komunikację w całej Zachodniej Galilei. Naharijja przeżyła swój pierwszy „czarny dzień” 23 marca 1948 roku, kiedy to został rozbity żydowski konwój usiłujący przedrzeć się z zaopatrzeniem do kibucu Jechi’am. W zasadzce zginęło wówczas 47 młodych ludzi, z których czterech było mieszkańcami Naharijji. Blokada Nahariji została przerwana w dniu 14 maja 1948 roku, kiedy to do miejscowości dotarł konwój około 25 wojskowych ciężarówek Hagany, eskortowanych przez pojazdy opancerzone. Popołudniem mieszkańcy świętowali z żołnierzami proklamację niepodległości Izraela. Gdy następnego dnia rozpoczęła się I wojna izraelsko-arabska, mieszkańcy rozpoczęli budowę fortyfikacji obronnych. Drugim „czarnym dniem” Naharijji był 26 maja 1948 roku. Wybuch bomby zrzuconej przez iracki samolot spowodował śmierć pięciu osób. Dwa dni później irackie samoloty zrzuciły nad miejscowością ulotki w języku niemieckim, hebrajskim i arabskim. Wzywały one mieszkańców do przyłączenia się do Arabów w walce o jednolitą władzę administracyjną Palestyny. Władze izraelskie miały jednak zupełnie inny cel i planowały, że cała Galilea stanie się częścią państwa Izrael. Cel ten osiągnięto w październiku 1948 roku w wyniku sukcesu operacji Hiram. Po zakończeniu wojny Naharijja znalazła się na terytorium izraelskim. Wojna przyniosła jednak poważne zmiany demograficzne i gospodarcze całej okolicy. Między innymi zniszczona została linia kolejowa biegnąca na północ do Libanu.
Na początku lat 50. XX wieku Naharijja stała się miejscem zamieszkania wielu żydowskich uchodźców z Afryki Północnej i Bliskiego Wschodu. Na ich potrzeby utworzono prowizoryczny obóz przejściowy ma’abarot, a następnie przystąpiono do budowy nowych osiedli mieszkaniowych. W dniu 1 kwietnia 1961 roku Naharijja otrzymała prawa miejskie. Bliskie położenie od granicy Libanu było powodem, że miasto często padało ofiarą ataków terrorystycznych. W 1970 roku było kilkakrotnie ostrzeliwane ogniem rakietowym z południowego Libanu. W nocy z 24 na 25 czerwca 1974 roku trzech palestyńskich terrorystów z al-Fatah wylądowało na plaży Naharijji. W tym ataku na Naharijję zginęło 3 izraelskich cywilów oraz 1 żołnierz. 22 kwietnia 1979 roku podobny atak przeprowadził Front Wyzwolenia Palestyny. W tej masakrze w Naharijji zginęło 4 izraelskich cywilów. W latach 90. XX wieku miasto przyjęło znaczną liczbę imigrantów z krajów byłego ZSRR i Etiopii. W 2000 roku do miasta przybyli żołnierze Armii Południowego Libanu, którzy wraz z rodzinami uciekli z Libanu po wycofaniu się stamtąd Sił Obronnych Izraela. W związku ze wzrostem populacji Naharijja doświadczyła boomu budowlanego i znacznie poszerzyła swoje granice, stając się stolicą Zachodniej Galilei. Podczas intifady Al-Aksa mieszkaniec Abu Snan wysadził się 9 września 2001 roku na stacji kolejowej Naharijja, zabijając 3 Izraelczyków i raniąc kolejnych 30 osób. Był to pierwszy samobójczy zamach terrorystyczny przeprowadzony przez izraelskiego Araba. Podczas II wojny libańskiej w 2006 roku miasto mocno ucierpiało od ostrzału rakietowego prowadzonego przez organizację Hezbollah z południowego Libanu. Zginęło wówczas 5 osób, a 24 zostały ranne. Rakiety spowodowały duże zniszczenia i były przyczyną powstania licznych pożarów. Lokalna gospodarka poniosła bardzo duże straty, dwie trzecie ludności ewakuowano na południe kraju, a pozostali mieszkańcy przebywali przez prawie cały czas w schronach.

### Nazwa
Nazwa miasta pochodzi od hebrajskiego słowa nahar i jest dosłownie tłumaczona na język polski jako rzeka.

## Symbole

Herb Naharijji

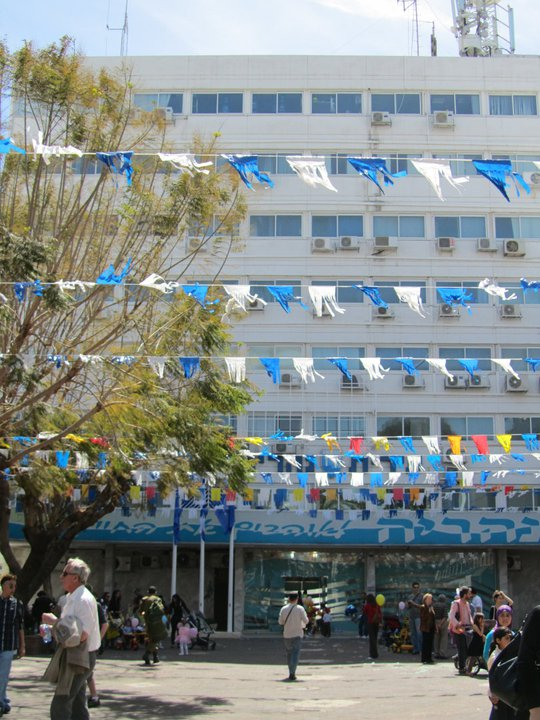
Ratusz miejski Naharijji

Godło Naharijji zostało oficjalnie opublikowane w 1972 roku. Nawiązuje ono do historii izraelskiego pokolenia Asera, które miało swoje korzenie w Zachodniej Galilei. Z tego powodu na samej górze godła umieszczono napis w języku hebrajskim „Aser – błogosławieni wszyscy synowie”, który jest błogosławieństwem dla żyjących tutaj współczesnych Żydów. Po prawej stronie widnieje starożytne drzewo oliwne zasadzone pośrodku urodzajnych gleb. Po lewej stronie widnieje wieża, będąca współczesnym symbolem miasta. Słońce reprezentuje wschód nowego poranka, który słonecznymi promieniami rozdziela przeszłość od teraźniejszości. Oficjalna flaga miasta jest w kolorze niebieskim, z białym godłem pośrodku. Czasami stosowane są także flagi w kolorach żółtym, pomarańczowym, zielonym i jasnoniebieskim, z granatowym godłem pośrodku.

## Polityka
Urząd miejski znajduje się w samym centrum miasta, przy ulicy HaGaton 19. Burmistrzem miasta jest Jacky Sabag. Sąd miejski znajduje się przy ulicy Nahuma Sokołowa.

### Współpraca międzynarodowa
Naharijja ma zawarte umowy partnerskie z następującymi miastami:
| - Liberec, Czechy - Issy-les-Moulineaux, Francja - Lefkas, Grecja - Alzey, Niemcy - Berlin-Tempelhof-Schöneberg, Niemcy - Bielefeld, Niemcy | - Darmstadt, Niemcy - Offenbach am Main, Niemcy - Paderborn, Niemcy - Delray Beach, Stany Zjednoczone - Miami Beach, Stany Zjednoczone - Kecskemét, Węgry |

## Architektura
W mieście jest kilka osiedli mieszkaniowych: Ein Sara Havatika, Neve Menachem Begin, Kirjat Hof, Giwat Usiszkin, Kirjat Ben Gurion, Kirjat Joseftal, Neve Icchak Rabin, Giwat Katsanelson, Kirjat Asor, Giwat Szaret, Szikun Vatikim, Rasko Haklait oraz Giwat Trumpeldor.

## Kultura

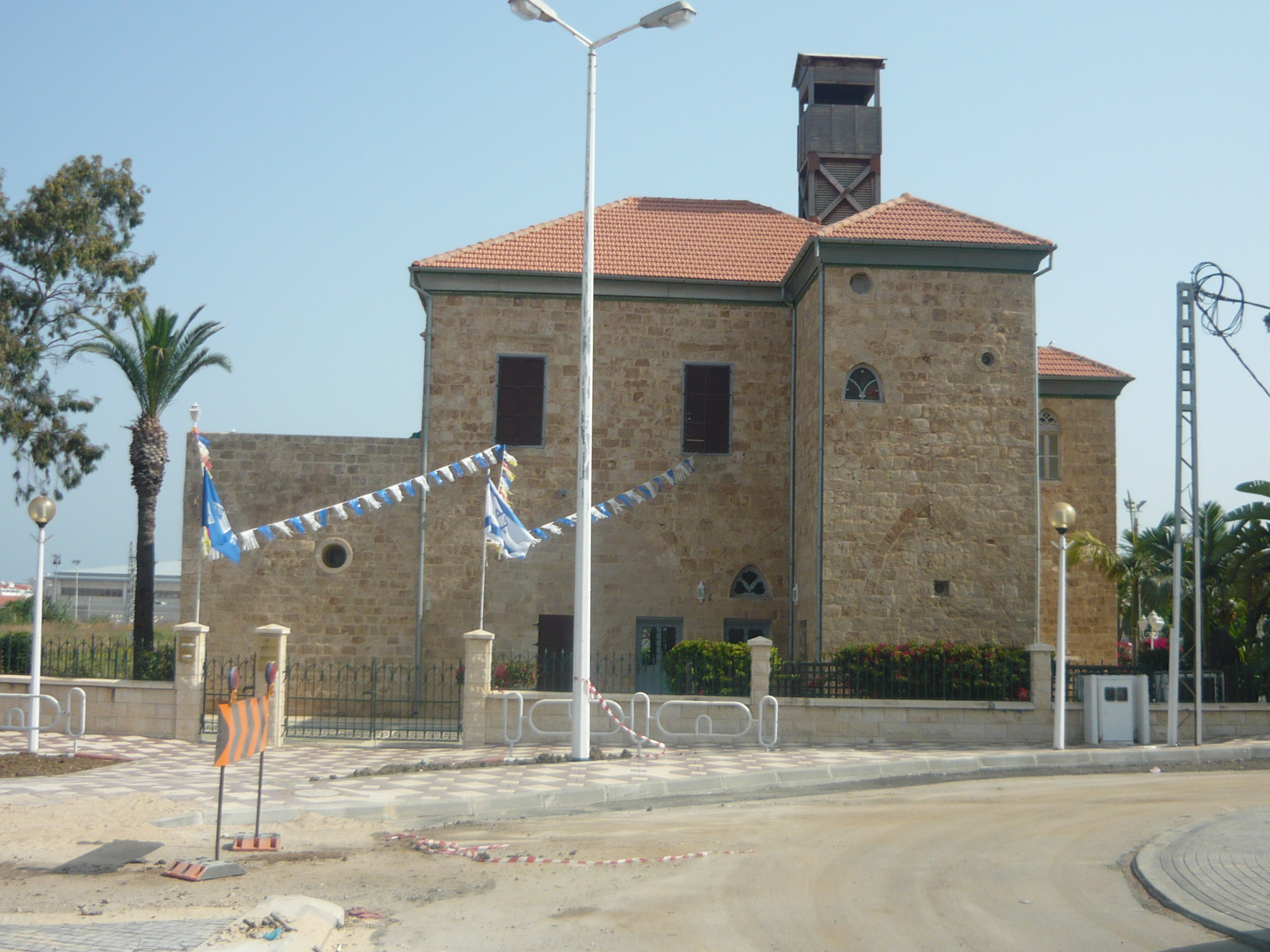
Muzeum Naharijji – Dom Liebermana

Najważniejszym ośrodkiem kultury w Naharijji jest Miejskie Centrum Kultury. Posiada ono sieć mniejszych ośrodków kultury położonych w osiedlach mieszkaniowych. Przy centrum znajduje się biblioteka miejska, która także dysponuje siecią małych bibliotek rozrzuconych po całym mieście. Miejskie Centrum Kultury jest nowoczesnym ośrodkiem służącym lokalnej społeczności i oferującym różnorodne zajęcia kulturalne. Przed tym nowoczesnym budynkiem urządzono ogród rzeźb. Przy centrum kultury od 1973 roku działa orkiestra młodzieżowa, która koncertowała w swojej historii w Niemczech, Austrii, Włoszech, Hiszpanii, Kanadzie i Stanach Zjednoczonych. Przy ulicy Irit od 2000 roku znajduje się Muzeum Naharijji – Dom Liebermana. Poza miejskim muzeum znajduje się tu także archiwum miasta. Miejska galeria sztuki mieści się w będącej symbolem miasta wieży ciśnień. Odbywają się tutaj czasowe wystawy, wykłady, warsztaty oraz przedstawienia teatralne i muzyczne. Dodatkowo w mieście znajduje się centrum sztuki Russell House. Od 1997 roku działa tutaj zespół tańca nowoczesnego, który z powodzeniem reprezentował Naharijję na występach w Polsce, Węgrzech, Francji, Niemczech i Stanach Zjednoczonych. Trzykrotnie występował także na Festiwalu w Akce.

## Oświata i nauka
W mieście znajduje się 14 szkół podstawowych i 6 szkół średnich. Wśród szkół są: Menachem Begin, Nufar Makif, Golda Meir, Usiszkin, Even Szoham, Ilanot, Katzenelson, Rambam, Galil, Makif Amal Rabin, Makif, Remez, Na’amat Trade, Trumpeldor i Erez. W 2010 roku uczyło się w nich ogółem 7,3 tys. uczniów, w tym 4,4 tys. w szkołach podstawowych. Średnia uczniów w klasie wynosiła 26. W mieście znajduje się centrum pedagogiczne.

## Turystyka

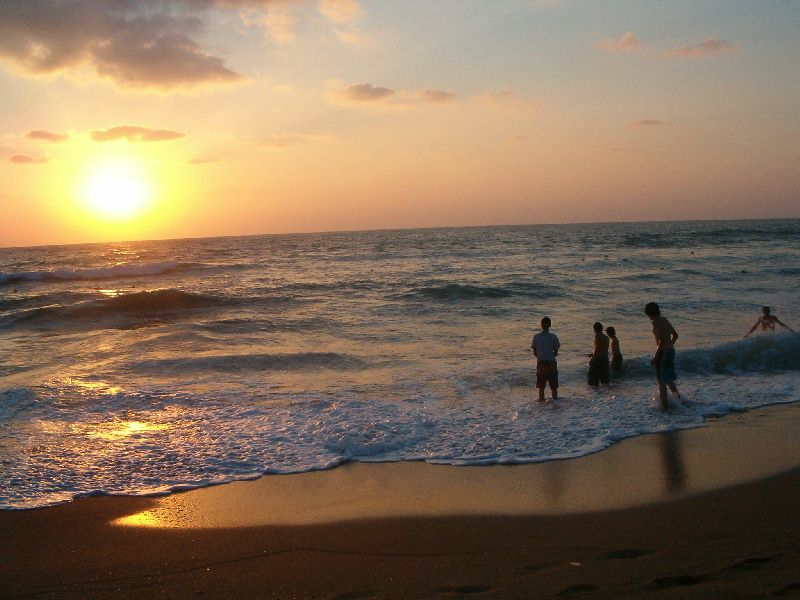
Zachód słońca na plaży w Naharijji

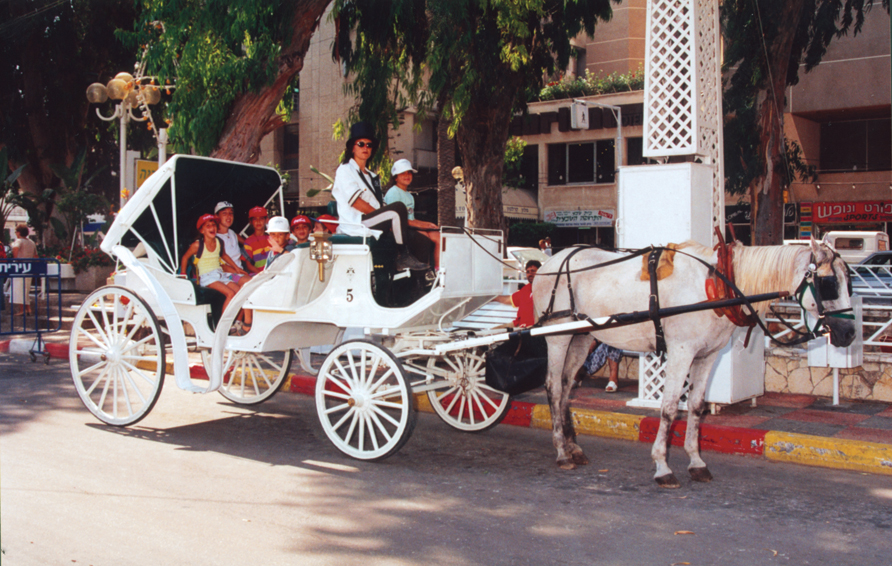
Dorożka w Naharijji

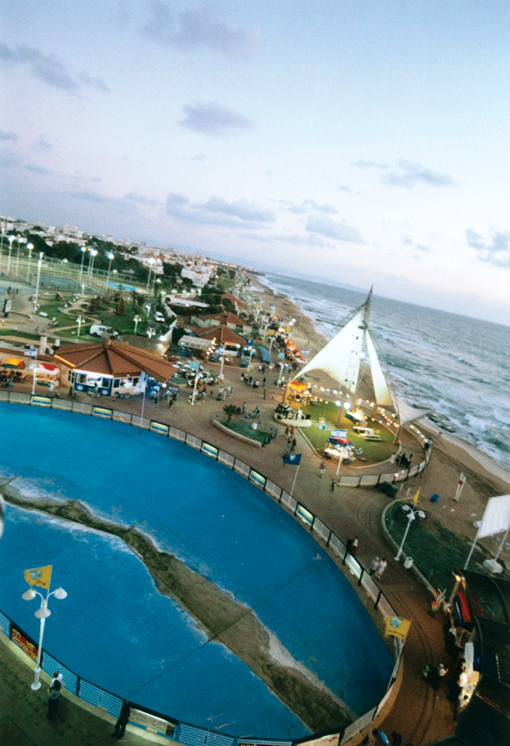
Promenada nadmorska w Naharijji

Naharijja jest popularnym kurortem nadmorskim Galilei. Jej największym atrybutem są ładne, piaszczyste plaże wraz z dobrze rozbudowaną infrastrukturą turystyczno rekreacyjną. Miejska plaża Galei Galil jest wyposażona w prysznice i toalety. Można tu także skorzystać z olimpijskiego basenu pływackiego z podgrzewaną wodą. Bezpłatne i mniej zatłoczone plaże leżą bardziej na południe. Można tu zawsze liczyć na dobrą pogodę umożliwiającą uprawianie sportów wodnych. Wzdłuż plaż przebiega deptak z licznymi restauracjami, pubami, kawiarniami i klubami nocnymi. Rzeczą wyjątkową jak na izraelskie miasta, są przejażdżki powozami konnymi oferowane wzdłuż głównej ulicy miasta – Ha-Gaton. Tuż przy mieście znajduje się Park Narodowy Achziw, a kilka kilometrów dalej na północ są słynne białe klify Rosz ha-Nikra.

### Informacja turystyczna
Biuro informacji turystycznej mieści się w budynku władz miejskich przy ulicy HaGaton 19. Biuro dysponuje szczegółową listą miejsc noclegowych.

### Baza noclegowa
W mieście znajduje się kilka nowoczesnych hoteli. W samym centrum znajduje się najwytworniejszy hotel miasta Carlton Hotel Nahariyya, przy którym jest basen kąpielowy przykrywany na zimę oraz korty tenisowe. Wyjątkowe warunki oferuje położony bardziej na północ luksusowy hotel Sol Marine Hotel, należący do sieci hotelarskiej Dortel. Posiada on prywatną plażę, ogrzewany w zimie basen kąpielowy oraz korty tenisowe. Podobny standard oferuje nowoczesny Park Plaza Nahariyya Hotel, która także ma prywatną plażę i basen kąpielowy. Hotel Panorama oferuje piękne widoki na morze, zwłaszcza z tarasu na dachu. W pobliżu znajdują się także hotele Frank i Rosenblatt. Tańsze noclegi oferują hotele Sirtash House, Kalman oraz motel Arieli.

## Religia
Naharijja jest miastem żydowskim, dlatego za życie religijne odpowiada Religijna Rada Naharijji. Zapewnia ona mieszkańcom dostęp do usług rabinów, rejestracji małżeństw, obrządków rytualnych judaizmu i edukacji religijnej. W mieście działa 6 mykw i 50 synagog. Są tutaj dwie jesziwy: Abir Jakov i Nahar Deiah.

## Sport i rekreacja
Władze miejskie Naharijji przywiązują dużą wagę do rozwoju sportu w mieście. Znajduje to odzwierciedlenie w szerokiej działalności sportowej prowadzonej do wszystkich grup wiekowych mieszkańców. W osiedlach mieszkaniowych wybudowano kompleksy sportowe z boiskami do piłki nożnej, koszykówki i kortami tenisowymi. Przy wszystkich szkołach znajdują się sale sportowe z boiskami. Przy osiedlowych ośrodkach kultury tworzone są siłownie i centra fitness. W południowej części miasta znajduje się kompleks obiektów sportowych Sportek, w zachodniej części są korty tenisowe Bojmel, a w północnej części jest stadion miejski. Hala sportowa mieści 2 tys. kibiców. Organizowane są w niej liczne imprezy sportowe, a także konferencje, wystawy i wydarzenia kulturalne. W mieście jest niewielka marina, do której zawijają jachty.
Wszystkie stowarzyszenia sportowe działają we współpracy i przy wsparciu finansowym ze strony władz miejskich. Dominującą dyscypliną sportową jest koszykówka. Tutejsza drużyna koszykarska Hapoel Ironi Naharijja prowadzi rozgrywki na sali sportowej Ein Sara Sport Hall, która może pomieścić 3 tys. widzów. Klub posiada ogółem 21 sekcji koszykówki: dzieci, chłopców, dziewcząt itp. Z innych stowarzyszeń sportowych działających w mieście są sekcje piłki nożnej, żeglarstwa, pływackie, boksu, tenisa, gimnastyki, tańca towarzyskiego i szachów.
Na północnym krańcu nadmorskiej promenady urządzono wielki park rozrywki dla dzieci, w którym umieszczono urządzenia do wspinaczki, zjeżdżalnie, huśtawki itp. Otoczenie stanowi park oraz trawniki. W sąsiedztwie ulicy HaGaton tworzony jest drugi park rozrywki, który ciągnie się na zachód w kierunku morza. Na powierzchni 18 hektarów utworzono zielone tereny rekreacyjne ze ścieżkami spacerowymi, torami do jazdy na rolkach, kortami tenisowymi i innymi boiskami. W 2003 roku w Naharijji otworzono ogród botaniczny i zoologiczny, który jest dużą atrakcją turystyczną umożliwiającą spędzanie czasu całym rodzinom. Ogród umożliwia poznanie roślinności Zachodniej Galilei. Można tu także obserwować życie surykatek specjalnie sprowadzonych z pustyni Kalahari. W zoo znajdują się także szynszyle, lemury, pelikany, szopy i inne ciekawe zwierzęta.

## Gospodarka
Około 1935 roku w Naharijji założono rodzinne przedsiębiorstwo Strauss, które z czasem rozrosło się w jeden z największych prywatnych koncernów spożywczych Izraela. W mieście znajduje się także zakład OR Tobacco products Ltd produkujący owocowe napoje gazowane (smaki: jabłko, brzoskwinia, śliwka liczi, pomarańcza, ananas, wiśnia, mango, winogrono). W latach 1952–1997 działała cementownia, w której między innymi wytwarzano materiały budowlane zawierające azbest. W owym czasie produkty te były masowo wykorzystywane w Izraelu, a pozostałości i odpadki wykorzystywali okoliczni mieszkańcy cementowni. Po odkryciu szkodliwych właściwości włókien azbestowych, inspektorzy zdrowia zamknęli tutejszy zakład i prowadzi się stopniowe wycofywanie azbestowych materiałów z eksploatacji. Poza tym w mieście działają zakłady metaloplastyki wysokoprecyzyjnej Iscar, które w 2007 roku zostały kupione przez Berkshire Hathaway za sumę 4 mld $.

## Infrastruktura

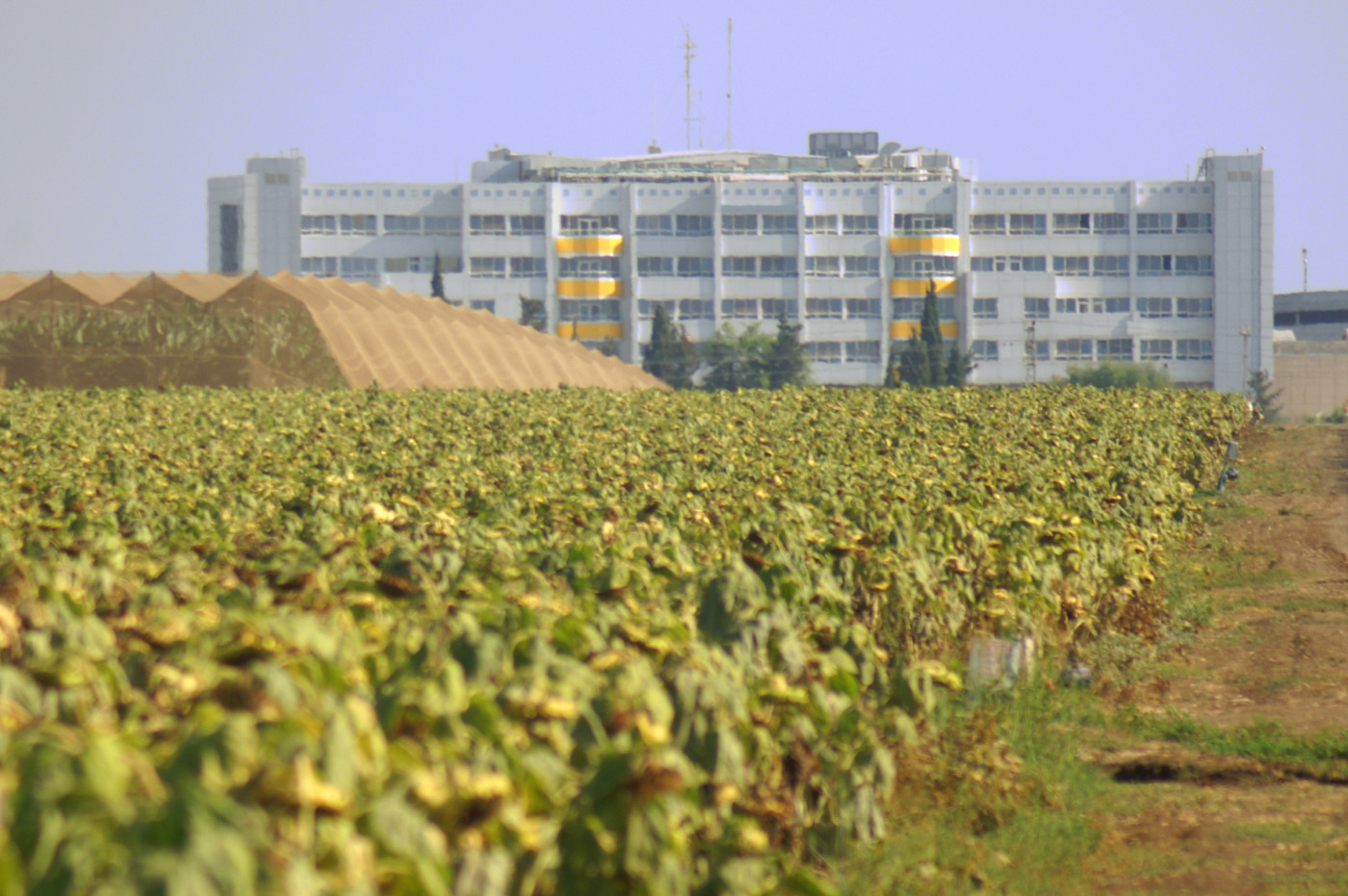
Szpital Zachodniej Galilei

Remiza straży pożarnej znajduje się przy ulicy Derech Jehiam. Posterunek policji mieści się przy ulicy Ben Zvi, odchodzącej na północ od głównej ulicy HaGaton. Urząd pocztowy znajduje się przy ulicy HaGaton 40, trzy przecznice od dworca autobusowego. W centrum miasta znajduje się Centrum Medyczne Lev Ha-Galil. We wschodniej części miasta, przy moszawie Ben Ammi znajduje się duży kompleks Szpitala Zachodniej Galilei.
W 2005 roku przy sąsiednim kibucu Geszer ha-Ziw uruchomiono oczyszczalnię ścieków, która oczyszcza około 3,5 mln metrów sześciennych ścieków rocznie. Oczyszczalnia rozwiązała problem zanieczyszczenia morza, do którego przez lata odprowadzana ścieki miejskie. Uruchomienie oczyszczalni ścieków wiązało się z dużymi inwestycjami w infrastrukturę kanalizacyjną. W całym mieście prowadzona jest segregacja i recykling śmieci.

## Transport
Przez centrum miasta przebiega z południa na północ droga ekspresowa nr 4, która krzyżuje się z drogą ekspresową nr 89. Jadąc drogą nr 4 na północ dojeżdża się do kibuców Sa’ar i Geszer ha-Ziw, a na południe do kibucu Ewron i miejscowości Mazra’a. Natomiast jadąc drogą nr 89 na wschód dojeżdża się do moszawu Ben Ammi i kibucu Kabri.
We wschodniej części miasta jest stacja kolejowa Naharijja, z której pociągi Rakewet Jisra’el utrzymują połączenia z Hajfą i Tel Awiwem. Przy dworcu znajdują się przystanki autobusowe linii Egged i Nateev Express, które łączą miasto z całym krajem. Usługi swoje oferuje także korporacja taksówek Kavei Hagalil.